# Think Tank
Think Tank é o sétimo álbum de estúdio da banda britânica de rock Blur, lançado em 5 de maio de 2003.
Primeiro e único disco sem o guitarrista Graham Coxon como integrante, foi gravado durante um período de várias tensões na banda, incluindo a saída do músico com seus problemas de alcoolismo. Com isso, o Blur se tornou um trio. Dirigindo a maior parte criativa do álbum, Damon Albarn projetou Think Tank como um álbum conceitual sobre amor e política.
Musicalmente, Think Tank mesclou as influências experimentais e de art rock de 13 (1999) com gêneros diversos, como o dance e a música eletrônica, como influência do sucesso de outro projeto de Damon, o Gorillaz. O álbum foi gravado em estúdios localizados em Marrocos, Londres e Devon. Alcançou o primeiro lugar nas paradas do Reino Unido.

## Faixas
Todas as faixas escritas e compostas por Damon Albarn. Toda música por Albarn, Alex James, Dave Rowntree exceto onde anotado. 
| N.º | Título                                                          | Duração |  |
| 0.  | "Me, White Noise" (Faixa escondida)                             | 6:48    |  |
| 1.  | "Ambulance"                                                     | 5:09    |  |
| 2.  | "Out of Time"                                                   | 3:52    |  |
| 3.  | "Crazy Beat"                                                    | 3:15    |  |
| 4.  | "Good Song"                                                     | 3:09    |  |
| 5.  | "On the Way to the Club" (Albarn, James Dring, James, Rowntree) | 3:48    |  |
| 6.  | "Brothers and Sisters"                                          | 3:47    |  |
| 7.  | "Caravan"                                                       | 4:36    |  |
| 8.  | "We've Got a File on You"                                       | 1:03    |  |
| 9.  | "Moroccan Peoples Revolutionary Bowls Club"                     | 3:03    |  |
| 10. | "Sweet Song"                                                    | 4:01    |  |
| 11. | "Jets" (Albarn, James, Rowntree, Mike Smith)                    | 6:25    |  |
| 12. | "Gene by Gene"                                                  | 3:49    |  |
| 13. | "Battery in Your Leg" (Albarn, Coxon, James, Rowntree)          | 3:20    |  |

## Certificações
| País              | Certificação | Vendas  |
| ----------------- | ------------ | ------- |
| Reino Unido (BPI) | Ouro         | 100.000 |

| Críticas profissionais | Críticas profissionais |
| Avaliações da crítica  | Avaliações da crítica  |
| Fonte                  | Avaliação              |
| ---------------------- | ---------------------- |
| Allmusic               | [ 1 ]                  |
| Blender                | [ 5 ]                  |
| Drowned in Sound       | [ 6 ]                  |
| Music Emissions        | [ 7 ]                  |
| musicOMH.com           | (Positiva)             |
| Pitchfork Media        | (9.0/10)               |
| Rolling Stone          | [ 10 ]                 |
| Uncut                  | 5 de 5 estrelas.       |